# 安孔冰原島峰
70°14′S 63°12′W / 70.233°S 63.200°W
安孔冰原島峰（英語：Anckorn Nunataks），是南極洲的冰原島峰，位於帕爾默地，長28公里，處於貝利山和薩姆塞爾山之間，以英國探險隊的地質學家命名，現時由南極條約體系管理。